# Solanum reptans
Solanum reptans är en potatisväxtart som beskrevs av Bunbury. Solanum reptans ingår i släktet skattor som ingår i familjen potatisväxter. Inga underarter finns listade i Catalogue of Life.